# Duitse dialecten
De Duitse dialecten in het Duits aangeduid als deutsche Mundarten, zijn een groep West-Germaanse dialecten die gesproken worden in Duitsland, België (de Duitse kantons), Luxemburg, Frankrijk (Elzas-Lotharingen), het Duitstalige gedeelte van Zwitserland, Liechtenstein, Oostenrijk en Italië (Zuid-Tirol en een aantal enclaves) en hierbij door het Standaardduits worden overkoepeld.

## Indeling
De Duitse dialecten zijn ten eerste opdeelbaar in drie hoofdgroepen: het Nederduits, het Middelduits en het Opperduits. Binnen deze groepen bestaan er nog weer een aantal subgroepen die op zich weer opdeelbaar zijn in dialecten. Bij elke subgroep worden een aantal van deze dialecten genoemd. 
De dialecten hebben lang van het oude continuüm van de vele West-Germaanse taalvarianten getuigd, maar ze zijn overal - behalve in Zwitserland - aan het verdwijnen en komt de standaardtaal er als dagelijkse omgangstaal voor in de plaats.
In de opsommingen hieronder wordt steeds een - vaak niet meer dan hypothetisch - kerndialect aangegeven dat in vele vormen overgaat in naburige dialecten, of zelf een overgangsvorm bezit. 

### Nederduits(Niederdeutsch)
- West-Nederduits
  - Noord-Nedersaksisch - gesproken in het noorden van de deelstaat Nedersaksen en de deelstaat Sleeswijk-Holstein
  - Oost-Fries Nedersaksisch
  - Westfaals - gesproken in het Eemsland en Westfalen.
  - Oostfaals - gesproken in het zuidoosten van de deelstaat Nedersaksen en delen van Hessen en Saksen-Anhalt
- Oost-Nederduits - gesproken in Mecklenburg-Voor-Pommeren, het noorden van Brandenburg en het oosten van Saksen-Anhalt.
  - Mecklenburgs-Voorpommers
  - Mark-Brannenborger Platt
  - Oost-Pommers, ook: Achterpommers (na 1945 verdreven)
  - Middenpommers (na 1945 verdreven)
  - Nederpruisisch (ook: Oostpruisisch, na 1945 verdreven)
    - Plautdietsch

### Kleverlands(Kleverländisch)
Deze (in de basis Nederfrankische) dialecten worden niet altijd bij het Duits ingedeeld. Ze worden vooral gesproken in het Nederrijngebied, en voorbij de Nederlandse grens.

### Middelduits(Mitteldeutsch)
- Westmiddelduits
  - Middelfrankisch - gesproken in het Middelrijngebied, Luxemburg, de Oostkantons in België, het departement Moselle in Frankrijk en het noordwesten van Baden-Württemberg. 
    - Ripuarisch
    - Moezelfrankisch waarbij het verdwijnende Lotharings aansluit
      - Luxemburgs als variant van het Moezelfrankisch

  - Rijnfrankisch
    - Hessisch
    - Paltsisch
    - Lothringisch
- Oostmiddelduits - gesproken in het oosten van Saksen en het zuiden van Brandenburg
  - Thürings
  - Hoogsaksisch
  - Nordobersächsisch
  - Nordobersächsisch-Südmärkisch
  - Silezisch (na 1945 verdreven)
  - Hoogpruisisch (na 1945 verdreven)

### Opperduits(Oberdeutsch)
- Zuid-Frankisch
- Oost-Frankisch
- Alemannisch - gesproken in het midden en zuiden van Baden-Württemberg, het zuidwesten van Beieren (Zwaben), de Elzas, Liechtenstein, het westen van Oostenrijk (Vorarlberg) en het midden en oosten van Zwitserland.
  - Zwabisch
  - Nederalemannisch
    - Elzassisch

  - Hoogalemannisch
- Beiers of Beiers-Oostenrijks - gesproken in het midden en zuiden van Beieren, Oostenrijk zonder Vorarlberg, en in (Zuid-Tirol)
  - Noord-Beiers (of Oberpfälzisch)
  - Midden-Beiers
  - Zuid-Beiers

N.B. Sommige aanduidingen betreffen een verdubbeling wanneer beide namen verwijzen naar (een deel van) hetzelfde dialectcluster.
Met 'na 1945 uitgestorven dialecten' zijn de talen aangemerkt van de uit Polen en Tsjecho-Slowakije verdreven Duitsers.